# ريكاردو خيمينيز مولينا
ريكاردو خيمينيز مولينا (بالإسبانية: Ricardo Jiménez Molina)‏ (26 فبراير 1983 في المكسيك - ) هو لاعب كرة قدم مكسيكي في مركز الوسط. لعب مع كلوب ليون.

## وصلات خارجية
- ريكاردو خيمينيز مولينا على موقع قاعدة بيانات كرة القدم.إي يو (الإنجليزية)
- ريكاردو خيمينيز مولينا على موقع Soccerway.com (الإنجليزية)